# 대한민국 상법 제403조
대한민국 상법 제403조는 주주의 대표소송에 대한 상법 회사법의 조문이다.

## 조문
제403조 (주주의 대표소송) (1) 발행주식의 총수의 100분의 1이상에 해당하는 주식을 가진 주주는 회사에 대하여 이사의 책임을 추궁할 소의 제기를 청구할 수 있다. 

(2) 제1항의 청구는 그 이유를 기재한 서면으로 하여야 한다. 

(3) 회사가 전항의 청구를 받은 날로부터 30일내에 소를 제기하지 아니한 때에는 제1항의 주주는 즉시 회사를 위하여 소를 제기할 수 있다.

(4) 제3항의 기간의 경과로 인하여 회사에 회복할 수 없는 손해가 생길 염려가 있는 경우에는 전항의 규정에 불구하고 제1항의 주주는 즉시 소를 제기할 수 있다. 

(5) 제3항과 제4항의 소를 제기한 주주의 보유주식이 제소후 발행주식총수의 100분의 1 미만으로 감소한 경우(발행주식을 보유하지 아니하게 된 경우를 제외한다)에도 제소의 효력에는 영향이 없다. 

(6) 회사가 제1항의 청구에 따라 소를 제기하거나 주주가 제3항과 제4항의 소를 제기한 경우 당사자는 법원의 허가를 얻지 아니하고는 소의 취하, 청구의 포기·인락·화해를 할 수 없다. 

(7) 제176조제3항, 제4항과 제186조의 규정은 본조의 소에 준용한다.

## 판례

### 대표소송 청구 서면에 기재되어야 하는 내용, 주주대표소송에서 주장한 내용이 회사에 제출한 서면과 차이가 있는 경우에 소송의 적법성 여부
상법 제403조 제2항에 따른 서면에 기재되어야 하는 '이유'에 책임추궁 대상 이사, 책임발생 원인사실에 관한 내용이 포함되어야 하는지 여부(적극) 및 서면에 책임발생 원인사실이 다소 개략적으로 기재되어 있더라도, 회사가 기재된 내용, 회사 보유 자료 등을 종합하여 이를 구체적으로 특정할 수 있는 경우, 그 서면은 상법 제403조 제2항에서 정한 요건을 충족하였다고 보아야 하는지 여부(적극)

## 같이 보기
- 주주대표소송
- 대한민국 상법 제404조 대표소송과 소송참가, 소송고지
- 대한민국 상법 제405조 제소주주의 권리의무
- 대한민국 상법 제406조 대표소송과 재심의 소
- 대한민국 상법 제543조의6 소수주주권
- 대한민국 민사소송법 제218조

1. ↑  대법원 2021. 7. 15. 선고 2018다298744 판결